# Entente cordiale (film, 1939)
Pour les articles homonymes, voir Entente cordiale (homonymie).
Pour plus de détails, voir Fiche technique et Distribution.
Entente cordiale est un film français « diplomatique » réalisé par Marcel L'Herbier, sorti en 1939.

## Synopsis
Entente cordiale montre la France et le Royaume-Uni surmontant de difficiles relations, et s'unissant pour être prêtes à affronter un dangereux ennemi.

## Fiche technique
- Réalisateur : Marcel L'Herbier
- Assistants réalisateur : André Cerf
- Scénario : Steve Passeur et Max Glass d'après la biographie d'André Maurois Édouard VII et son temps
- Dialogues : Abel Hermant
- Décors : Guy de Gastyne, Ludwig Kainer et Robert Hubert[1]
- Costumes : Boris Bilinsky
- Directeur de la photographie : Marc Fossard, Theodore J. Pahle
- Photographe de Plateau : Léo Mirkine
- Effets spéciaux : Nicolas Wilcké
- Son : Émile Lagarde[2]
- Montage : Raymond Leboursier
- Musique : Marcel Lattès d'après une composition de Roger Bernstein[3]
- Producteur : Max Glass
- Sociétés de production : Arcadia Films, Flora Film
- Société de distribution : Comptoir Français du Film (CFF)
- Pays :  France
- Format : Son mono - Noir et blanc - 35 mm - 1,37:1
- Genre : Film dramatique
- Durée : 110 min (France:95 min)
- Visa de censure cinématographique N° 399 (tous publics)
- Date de sortie en
  - France : 3 avril 1939

## Distribution
- Gaby Morlay : la reine Victoria
- Victor Francen : Edouard VII
- Pierre Richard-Willm : le capitaine Charles Roussel
- André Lefaur : Lord Clayton
- Paul Amiot : le prince de Bülow
- Junie Astor : une actrice
- Jacques Baumer : Georges Clemenceau
- Jaque Catelain : le prince consort
- Aimé Clariond : l'ambassadeur de Russie
- Janine Darcey : Sylvia Clayton
- Dorville : le cocher
- Jean Galland : Lord Herbert Kitchener
- Ginette Gaubert : une actrice
- Gildès un secrétaire
- Jacques Grétillat : le député Roussel
- Pierre Labry : un journaliste
- Bernard Lancret : Jean Roussel
- Arlette Marchal : la reine Alexandra
- Jean Périer : le Président Émile Loubet
- Robert Pizani : Paul Cambon
- Marcelle Praince : Lady Clayton
- Nita Raya : une actrice de music-hall
- André Roanne : Lord Arthur Balfour
- Louis Seigner : l'ambassadeur d'Allemagne
- Sinoël : le concierge
- Abel Tarride : un maître d'hôtel
- Jean Toulout : Lord Salisbury
- Génia Vaury : une femme du monde
- Jean Worms : Théophile Delcassé
- Jean d'Yd : Joe Chamberlain
- Suzanne Devoyod : Une dame d'honneur
- Carine Nelson : Marjorie, une dame d'honneur
- Liliane Lesaffre : la concierge
- Charles Vissières : le médecin de la Cour
- Christiane Ribes : Madame de Vaumoise

## Commentaires
Dédié aux « ouvriers de la paix », ce film fut présenté en grand gala à Paris, le 21 avril 1939